# Résolution ES-11/8 de l'Assemblée générale des Nations unies
La résolution ES-11/8 de l'Assemblée générale des Nations unies intitulée « Le chemin vers la paix » est une résolution de l'Assemblée générale des Nations unies concernant l'invasion russe de l'Ukraine. Elle a été adoptée le 24 février 2025, avec 93 pays votant pour, 8 contre, 73 abstentions et 19 présents ne votant pas lors de la onzième session extraordinaire d'urgence. Les États-Unis d'Amérique se sont abstenus de voter sur leur propre résolution, très édulcorée et concurrente à un autre texte présenté par l'Ukraine, à la suite de l'adoption de modifications du texte.
La session a été ajournée et reprise à de nombreuses reprises au cours des dernières années, et reste temporairement ajournée. En effet, plus de vingt réunions plénières distinctes ont été tenues par l’Assemblée siégeant en onzième session extraordinaire d'urgence, depuis 2022.

## Vote
| Vote          | Nombre | États | % des voix | % des États membres de l'ONU |
| ------------- | ------ | --- | ---------- | ---------------------------- |
| En faveur     | 93     | Albanie, Andorre, Antigua-et-Barbuda, Australie, Autriche, Barbade, Belgique, Belize, Bhoutan, Bosnie-Herzégovine, Bulgarie, Cambodge, Canada, Cap-Vert, Chili, Comores, Côte d'Ivoire, Croatie, Chypre, Tchéquie, Danemark, Djibouti, Égypte, Estonie, Fidji, Finlande, France, Gambie, Allemagne, Grèce, Guatemala, Guyana, Islande, Indonésie, Irlande, Italie, Jamaïque, Japon, Jordanie, Lettonie, Liberia, Liechtenstein, Lituanie, Luxembourg, Malaisie, Maldives, Malte, Maurice, Mexique, Moldavie, Monaco, Monténégro, Birmanie, Nauru, Népal, Pays-Bas, Nouvelle-Zélande, Nigeria, Norvège, Papouasie-Nouvelle-Guinée, Pérou, Philippines, Pologne, Portugal, Corée du Sud, Roumanie, Saint-Christophe-et-Niévès, Sainte-Lucie, Samoa, Saint-Marin, Serbie, Seychelles, Sierra Leone, Singapour, Slovaquie, Slovénie, Îles Salomon, Somalie, Espagne, Suriname, Suède, Suisse, Thaïlande, Timor oriental, Tonga, Trinité-et-Tobago, Tunisie, Turquie, Ukraine, Royaume-Uni, Uruguay | 52,84 %    | 48,18 %                      |
| Contre        | 8      | Biélorussie, Burkina Faso, Mali, Nicaragua, Niger, Corée du Nord, Russie, Soudan | 10,23 %    | 9,33 %                       |
| Abstention    | 73     | Algérie, Angola, Argentine, Arménie, Bahreïn, Bangladesh, Botswana, Brésil, Brunei, Chine, Colombie, Costa Rica, Cuba, République dominicaine, Salvador, Éthiopie, Gabon, Ghana, Grenade, Guinée, Inde, Iran, Irak, Kazakhstan, Kenya, Kiribati, Koweït, Kirghizistan, Laos, Liban, Lesotho, Libye, Malawi, Mauritanie, États fédérés de Micronésie, Mongolie, Mozambique, Namibie, Macédoine du Nord, Oman, Pakistan, Panama, Paraguay, Qatar, Rwanda, Saint-Vincent-et-les-Grenadines, Sao Tomé-et-Principe, Arabie saoudite, Sénégal, Afrique du Sud, Sri Lanka, Syrie, Tadjikistan, Togo, Tuvalu, Ouganda, Émirats arabes unis, Tanzanie, Ouzbékistan, Viêt Nam, Yémen, Zambie, Zimbabwe, Burundi, République centrafricaine, Guinée équatoriale, Érythrée, Haïti, Hongrie, Israël, Îles Marshall, Corée du Nord, Palaos, Soudan | 36,93 %    | 33,68 %                      |
| Absent        | 19     | Afghanistan, Azerbaïdjan, Bahamas, Bénin, Bolivie, Cameroun, République du Congo, Dominique, Équateur, Eswatini, Guinée-Bissau, Honduras, Nauru, Samoa, Soudan du Sud, Tchad, Turkménistan, Vanuatu, Venezuela | –          | 8,81 %                       |
| Total         | 193    | – | 100 %      | 100 %                        |
| Source: 1. 2. |        | |            |                              |

## Adoption
Les États-Unis d'Amérique, fervent soutien de l'Ukraine sous la présidence de Joe Biden, opèrent un rapprochement avec la Russie au début de la seconde présidence de Donald Trump, cherchant à normaliser leurs relations avec la Russie et affirmant poursuivre un règlement négocié du conflit en Ukraine. Les États-Unis ont voté, aux côtés de la Russie et de la Corée du Nord, contre une résolution proposée par l'Ukraine et adoptée plus tôt dans la journée par la onzième session extraordinaire d'urgence sous le titre Promotion d'une paix globale, juste et durable en Ukraine,,,,,. Les États-Unis ont alors présenté à l’Assemblée générale une résolution concurrente, Le chemin vers la paix, ne condamnant pas la Russie, ne rappelant pas l'importance de l'indépendance politique et l'unité de l'Ukraine, ni son intégrité territoriale et l'intangibilité et l'inviolabilité de ses frontières. 
Cependant, la résolution a été considérablement modifiée après plusieurs amendements présentés par la France au nom de diverses États européens et de l'Union européenne soutenant l'Ukraine, et les États-Unis se sont finalement abstenus lors de ce vote,. Le premier amendement remplace « le conflit entre la Fédération de Russie et l’Ukraine » par « l’invasion totale de l’Ukraine par la Fédération de Russie », le deuxième ajoute un paragraphe au préambule mentionnant les principes susmentionnées, et le troisième affirme que la paix doit être durable, juste et conforme au droit international et la Charte des Nations unies. Un amendement proposé par la Fédération de Russie faisant référence aux « causes profondes » de l'agression, avec 31 voix pour, 71 voix contre, et 59 abstentions[pas clair]. Les amendements présentés par la France ont été respectivement adoptés avec 60 voix pour 18 contre et 81 abstentions, 79 voix pour 16 contre et 67 abstentions, et 83 voix pour 16 contre et 61 abstentions.
Les États-Unis ont ensuite réintroduit dans la même journée cette résolution au Conseil de sécurité, qui l'a finalement approuvée,.

## Voir également
- Onzième session extraordinaire d'urgence de l'Assemblée générale des Nations unies
- Résolution 68/262 de l'Assemblée générale des Nations unies
- Résolution ES-11/1 de l'Assemblée générale des Nations unies
- Résolution ES-11/2 de l'Assemblée générale des Nations unies
- Résolution ES-11/3 de l'Assemblée générale des Nations unies
- Résolution ES-11/4 de l'Assemblée générale des Nations unies
- Résolution ES-11/5 de l'Assemblée générale des Nations unies
- Résolution ES-11/6 de l'Assemblée générale des Nations unies
- Résolution ES-11/7 de l'Assemblée générale des Nations unies